# Markiezaat Bergen op Zoom

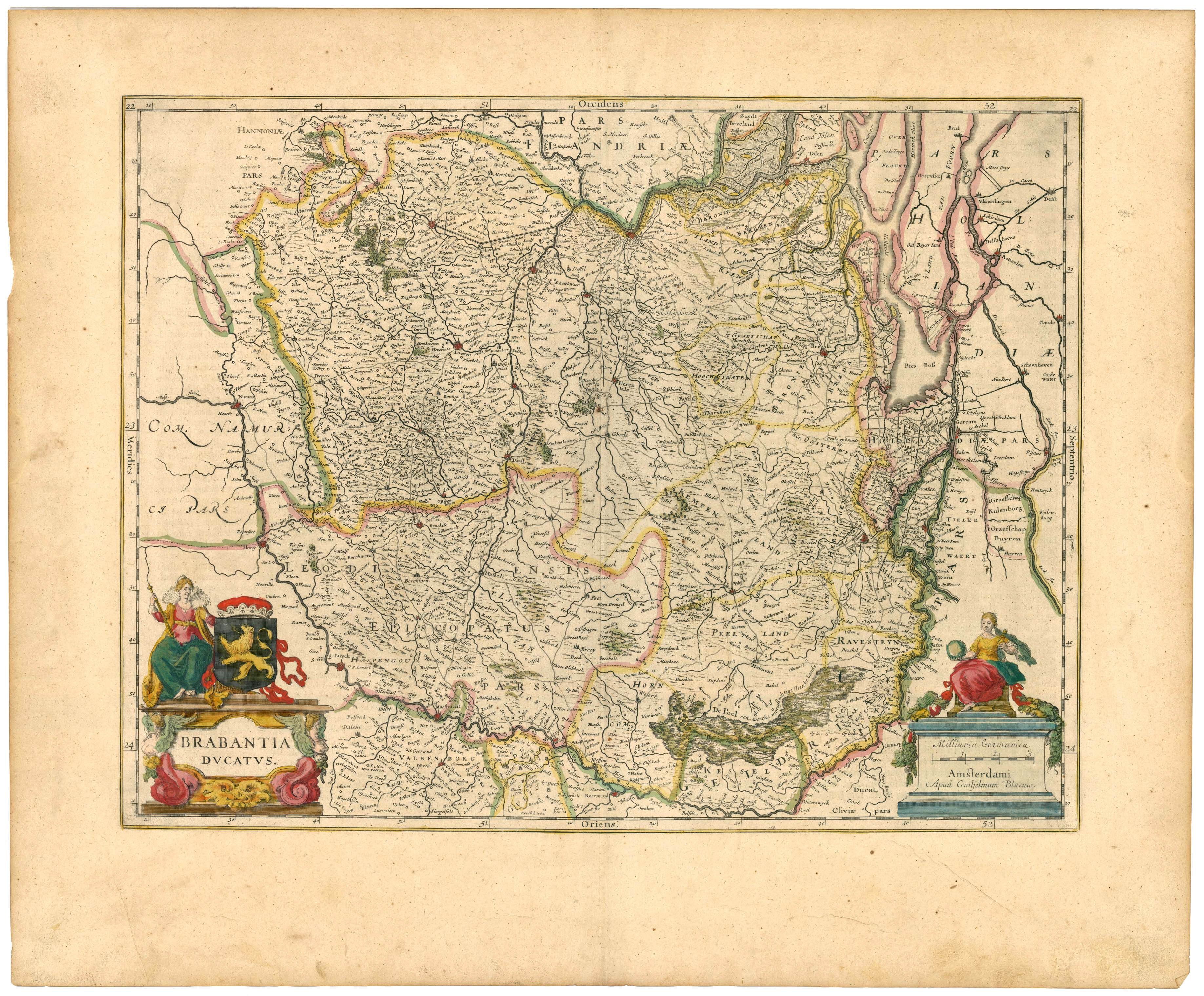
Een kaart van het Hertogdom Brabant (1645)

Het markiezaat Bergen op Zoom was een gewest rondom de Brabantse stad Bergen op Zoom. Bij dit markizaat wordt meestal de afwijkende spelling gebruikt met /ie/, en soms ook de genitiefvorm met /van/, dit in tegenstelling tot bijvoorbeeld het markgraafschap (markizaat) Antwerpen.

## Ligging
Het markiezaat strekte zich uit van de huidige gemeenten Bergen op Zoom, Woensdrecht, delen van het huidige Moerdijk en een gebied ten oosten van Roosendaal. De westkant lag aan de Schelde, daarnaast werd het markiezaat begrensd door de baronie Breda in het oosten, het markgraafschap Antwerpen in het zuiden en in het noorden door de baronie Steenbergen.

## Geschiedenis
De stad Bergen op Zoom heeft tot 1287 deel uitgemaakt van de baronie Breda en werd dus tot die tijd bestuurd door de heer van Breda. Toen Arnoud van Leuven als heer kinderloos stierf werd ervoor gekozen om het Land van Breda te verdelen tussen de nakomelingen van de twee dochters van Godfried II: Beatrix en Sophia. Hierdoor werd het land in twee heerlijkheden gesplitst, waardoor naast het Land van Breda het Land van Bergen op Zoom ontstond met de stad als kern. Sophia, die gehuwd was met Rasso van Gaveren kreeg Breda, Beatrix en haar man Arnold II van Wesemaele kregen het land van Bergen op Zoom. Hun zoon Gerard van Wesemale werd hierdoor de eerste heer van Bergen op Zoom.
In 1533 werd de heer Anton van Glymes door keizer Karel V verheven tot markies en werd deze heerlijkheid een markizaat, waarmee zij formeel een hogere rang verwierf dan de baronie Breda. Haar feitelijk belang werd daarmee echter niet groter. Karel V bepaalde wel dat de markiezen onderdanen en leenmannen van het hertogdom Brabant moesten blijven.
In 1795 kwam er een einde aan het markiezaat Bergen op Zoom. De laatste heer was Karel Theodoor van Beieren. In 1801 werd het markiezaat gekocht door de Bataafse Republiek. In paragraaf 2 van de Reichsdeputationshauptschluss werd bij de opsomming van de gebieden die de keurvorst van Beieren had afgestaan het markiezaat Bergen op Zoom vermeld.

## Rechterlijke indeling in schepenbanken
I. Stad Bergen op Zoom
- Bergen op Zoom

II. Baljuwschap van Halsteren
- Halsteren
- Oud en Nieuw Beimoer
- Auvergnepolder en Oud Glimes
- Noordgeest

III. Drossaardschap van het Zuid- en Westkwartier
- Moerstraten
- Wouw
- Voornseinde
- Borgvliet
- Zuidgeest
- Woensdrecht
- Huijbergen
- Hoogerheide
- Ossendrecht
- Putte

IV. Drossaardschap van het Oostkwartier
- Nieuw Gastel
- Oud Gastel
- Oudenbosch
- Sint Maartenspolder
- Hoeven
- Zegge
- Rucphen

V. Baljuwschap van Fijnaart
- Fijnaart
- Heijningen

VI. Baljuwschap van Standdaarbuiten
- Standdaarbuiten

## Benaming
Ook al behoort de regio niet meer tot het markiezaat van Bergen op Zoom, de naam markiezaat wordt nog steeds vaak gebruikt:
- Het Markiezaatsmeer
- Het Markiezaatcollege
- Bibliotheek Het Markiezaat
- Wijk De Markiezaten
- Markiezaats Musicalkoor
- Tafeltennisvereniging Het Markiezaat
- Rolschaats Vereniging Het Markiezaat
- Markiezaats, de regionale (tegen westelijke dialecten aanleunende) varianten van het Brabants
- Politiedistrict de Markiezaten (met basisteams B1 Bergen op Zoom en B2 Roosendaal).